# Midtjylland
Vùng Trung Đan Mạch hay vùng Midtjylland (tiếng Đan Mạch: Region Midtjylland) là một vùng hành chính của Đan Mạch được thành lập vào ngày 1 tháng 1 năm 2007 trong một cuộc cải cách hành chính toàn quốc.
Vùng Midtjylland nằm tại phần trung-bắc của bán đảo Jutland và bao gồm các hạt cũ Ringkjøbing và Århus (nửa phía tây của khu tự quản Mariager nhập vào Bắc Jutland), hầu hết hạt cũ Viborg, và nửa phía bắc của hạt cũ Vejle.

## Tham kẩo
1. ↑  "Central Denmark Region". Bản gốc lưu trữ ngày 2 tháng 11 năm 2011. Truy cập ngày 2 tháng 12 năm 2012.
2. ↑  Danish Chính quyền Đam Mạch sở dụng cả tên Đan Mạch Midtjylland và tên phiên dịch sang tiếng Anh Central Jutland trong các văn bản tiếng Anh. Vùng Midtjylland cũng được sử dụng rộng rãi (ví dụ city of Århus Lưu trữ ngày 24 tháng 1 năm 2010 tại Wayback Machine), song bản thân vùng này tự gọi theo tiếng Anh là 'Central Denmark'.